# John Kelly
John Francis Kelly (Boston, 11 de mayo de 1950) es un general estadounidense del Cuerpo de Marines de los Estados Unidos, retirado, quinto secretario de Seguridad Nacional de los Estados Unidos desde el 20 de enero de 2017, designado por el presidente Donald Trump para convertirse en jefe de Gabinete de la Casa Blanca  el 31 de julio de 2017. Especial conocedor de América Latina, lideró de 2012 a 2016 el Comando Sur de Estados Unidos cuyas misiones van desde el combate al crimen organizado hasta la ayuda en desastres naturales, pasando por entrenamientos con militares de América Central, América del Sur y el Caribe.
Kelly sirvió anteriormente como general al mando de la Fuerza Múltiple-Oeste en Irak de febrero de 2008 a febrero de 2009 y como comandante de la Fuerza de Reserva de los Marines y de las Fuerzas Marinas de los Marines del Norte en octubre de 2009. Kelly sucedió al general Douglas M. Fraser como comandante de Comando Sur de los Estados Unidos en noviembre de 2012. Fue sustituido por el almirante Kurt W. Tidd al 14 de enero de 2016.
El 7 de diciembre de 2016, el presidente electo Donald Trump anunció el nombramiento de Kelly como quinto secretario de Seguridad Nacional de Estados Unidos, con la responsabilidad de velar por el mantenimiento de las fronteras y el combate contra la inmigración ilegal y el tráfico de drogas y el terrorismo.

## Biografía
Kelly nació en 1950 en Boston, Massachusetts, en el seno de una familia católica irlandesa. Antes de los 16 había atravesado el país al menos una vez. Durante un año trabajó en la Marina Mercante de los Estados Unidos.
Se alistó en el Cuerpo de Marines de los Estados Unidos en 1970, y fue licenciado del servicio activo como sargento en 1972, después de servir en una compañía de infantería con la 2.ª División Marina, Campamento Lejeune, Carolina del Norte. Se graduó en la Universidad de Massachusetts de Boston en 1976 y fue comisionado el 27 de diciembre de 1975 como alférez en el Cuerpo de Marines a través de la escuela de oficiales de la Marina. Recibió una Maestría en Ciencias en Estudios de Seguridad Nacional de la Escuela de Georgetown de Servicio Exterior en 1984.

## Carrera
En enero de 2007 Kelly fue nombrado mayor general y confirmado por el Senado de EE. UU. el 11 de septiembre de 2007.
La siguiente responsabilidad que asumió Kelly, en julio de 2007, fue como comandante general de la I Fuerza Expedicionaria de Marines. El 9 de febrero de 2008 Kelly asumió el mando de la Fuerza Múltiple-Oeste en Irak, sustituyendo al general de división Walter E. Gaskin. Después de un año en Irak Kelly regresó a Estados Unidos en febrero de 2009.

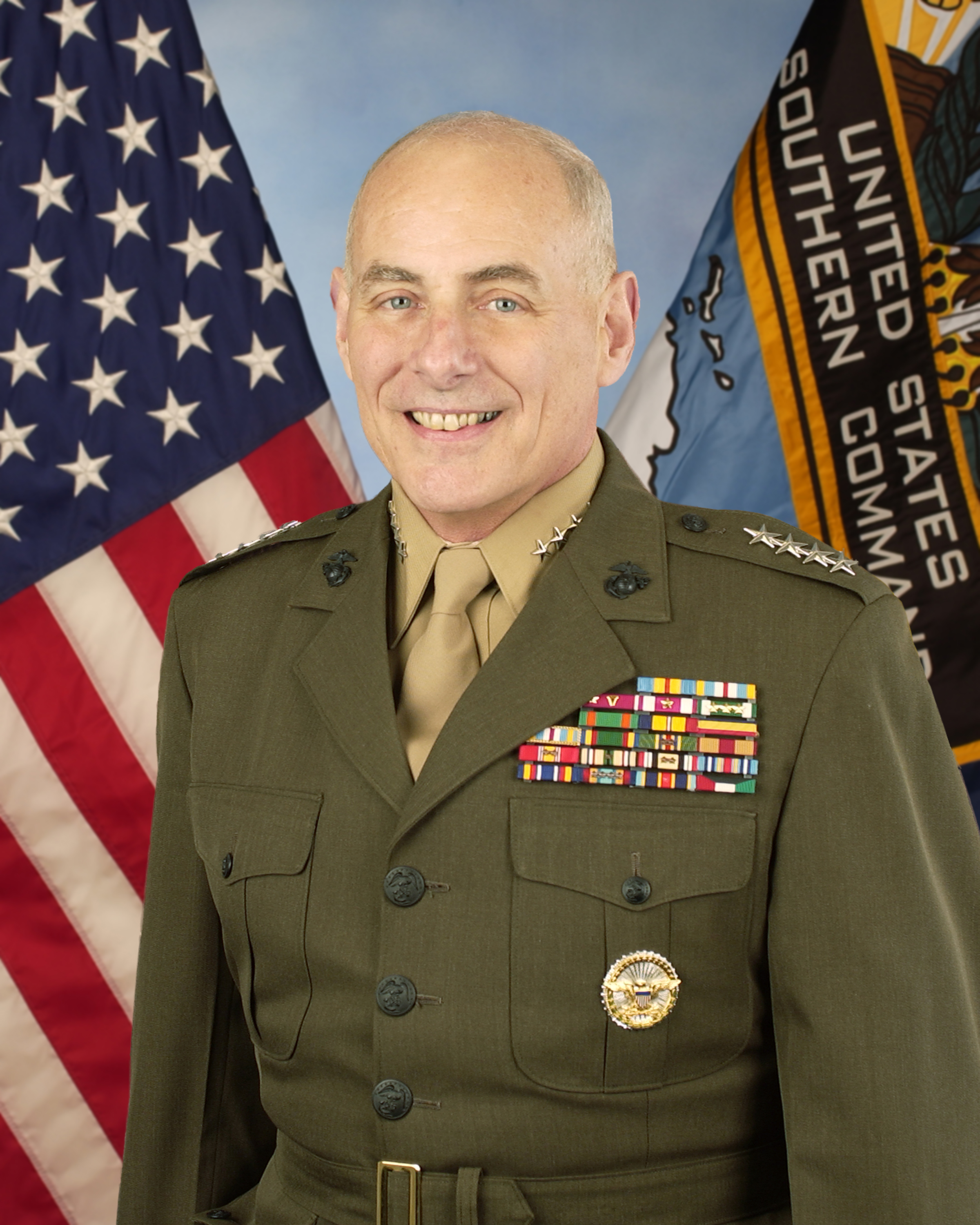
John Kelly en 2012 al mando del Comando Sur

Kelly fue ayudante militar superior del secretario de Defensa y saludó personalmente al secretario Panetta cuando llegó al Pentágono el 1 de julio de 2011, durante el primer día de Panetta como secretario.
De 2012 a 2016 fue responsable del Comando Sur de Estados Unidos cuyas misiones van desde el combate al crimen organizado hasta la ayuda en desastres naturales, pasando por entrenamientos con militares en América Central, América del Sur y el Caribe.

## Secretario de Seguridad Nacional
El 7 de diciembre de 2016, medios de comunicación informaron que el entonces presidente electo Donald Trump había anunciado su nominación para encabezar el Departamento de Seguridad Nacional. Quienes hicieron el seguimiento de la transición en la toma de poder del nuevo presidente destacaron que éste había elegido a Kelly por su conocimiento de América Latina.
El equipo de transición de Trump aseguró en un comunicado que Kelly "encabezará la urgente misión de detener la inmigración ilegal y asegurar nuestras fronteras", así como "dinamizará la seguridad en el transporte y mejorará los vínculos entre la Inteligencia de Estados Unidos y la policía."
El presidente Trump dijo de él al nombrarlo que "es la persona correcta para encabezar la misión urgente de detener la inmigración ilegal y asegurar nuestras fronteras".
Kelly respondió en un comunicado:  "El pueblo estadounidense votó en estas elecciones para detener el terrorismo, recuperar la soberanía en nuestras fronteras y poner fin a la corrupción política que durante mucho tiempo ha dictado nuestro enfoque en seguridad nacional". El 20 de enero de 2017, Kelly fue confirmado como Secretario de Seguridad Nacional por el senado con 88 votos a favor y 11 en contra.

## Jefe de Gabinete de la Casa Blanca
El 28 de julio de 2017, el presidente Donald Trump nombró a Kelly como jefe de Gabinete y oficialmente tomó el cargo el 31 de julio.

## Posicionamientos
Durante la etapa al frente del Comando Sur de Estados Unidos según la BBC defendió en diversas ocasiones que existe el riesgo de que organizaciones terroristas intenten utilizar las rutas del tráfico ilícito de drogas y migrantes a EE. UU. para introducir adeptos o armas de destrucción masiva en el país. "A menos que sea enfrentada por una crisis inmediata, visible o incómoda, la tendencia de nuestra nación es tomar la seguridad del Hemisferio Occidental por sentada. Creo que eso es un error", sostuvo el general en 2015 en el Senado.
Kelly considera a Colombia, Chile, Brasil, El Salvador y Panamá líderes regionales que contribuyen a la seguridad del hemisferio. En particular considera que Colombia es un modelo sobre cómo "derrotar terroristas y grupos criminales" defendiendo la democracia y los derechos humanos.
Según el diario The Washington Post Kelly se enfrentó con el presidente Barack Obama en temas como el ingreso de las mujeres a combate y defendió que en la prisión en Guantánamo en Cuba, la cual Kelly quería mantener abierta, se respetaban los derechos humanos. Kelly también ha manifestado a diversos medios estadounidenses así como al diario The Times que Donald Trump prefiere un enfoque dictatorial de gobierno y encaja «en la definición general de fascista». Además, criticó los comentarios de Trump acerca de la posibilidad de utilizar al Ejército estadounidense contra rivales políticos, a los que el expresidente denomina el «enemigo interior», y también se mostró disgustado con el desprecio que según él muestra Trump hacia los militares estadounidenses heridos o caídos en combate. Kelly ha situado a Trump en la extrema derecha y ha asegurado que el expresidente admira a dictadores como Adolf Hitler, del que habría dicho: «Sabes, Hitler también hizo algunas cosas buenas».

## Vida personal
En 2010, uno de sus hijos, primer teniente Robert Kelly, a los 29 años murió en acción a causa de una mina terrestre patrullando con los marines en Sangin, Afganistán. La muerte de su hijo convirtió a John Kelly en el militar de mayor rango que ha perdido un hijo en Irak o Afganistán. El hijo mayor de Kelly es mayor en el Cuerpo de Marines.

## Premios y condecoraciones
|             |  |           |                         |
|             |  | Gold star |                         |
|             |  |           | Bronze oak leaf cluster |
|             |  |           |                         |
| Bronze star |  |           |                         |
|             |  |           |                         |
|             |  |           |                         |